# Neocompsa obscura
Neocompsa obscura là một loài bọ cánh cứng trong họ Cerambycidae.